# Fults
Fults és una vila dels Estats Units a l'estat d'Illinois. Segons el cens del 2000 tenia 28 habitants.

## Demografia
Segons el cens del 2000, Fults tenia 28 habitants, 9 habitatges, i 8 famílies. La densitat de població era de 154,4 habitants/km².
Dels 9 habitatges en un 33,3% hi vivien nens de menys de 18 anys, en un 88,9% hi vivien parelles casades, en un 0% dones solteres, i en un 11,1% no eren unitats familiars. En l'11,1% dels habitatges hi vivien persones soles l'11,1% de les quals corresponia a persones de 65 anys o més que vivien soles. El nombre mitjà de persones vivint en cada habitatge era de 3,11 i el nombre mitjà de persones que vivien en cada família era de 3,25.
Per edats la població es repartia de la següent manera: un 21,4% tenia menys de 18 anys, un 21,4% entre 18 i 24, un 25% entre 25 i 44, un 28,6% de 45 a 60 i un 3,6% 65 anys o més.
L'edat mediana era de 41 anys. Per cada 100 dones de 18 o més anys hi havia 120 homes.
La renda mediana per habitatge era de 47.813 $ i la renda mediana per família de 48.438 $. Els homes tenien una renda mediana de 33.750 $ mentre que les dones 0 $. La renda per capita de la població era d'11.389 $. Cap de les famílies estaven per davall del llindar de pobresa.

## Poblacions properes
El següent diagrama mostra les poblacions més properes.